# Здание I Общественного собрания (Иркутск)
Здание I Общественного собрания (ныне Иркутские областные ТЮЗ им. А. Вампилова и Филармония) — историческая постройка, расположенная в центре Иркутска на углу улиц Ленина и Дзержинского. 

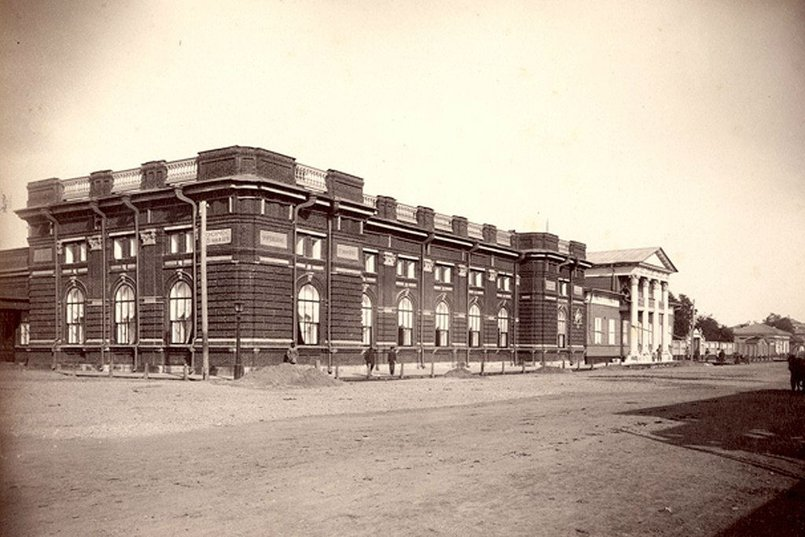
Здание до возведения пристройки

## История
27 июня (9 июля) 1890 года на углу улиц Амурской и Арсенальской состоялась закладка фундамента здания. Проект и смета выполнены архитектором Владимиром Рассушиным. В 1891 году строительные работы были завершены. В том году здание дважды посещал прибывший в Иркутск из заграничной части своего Восточного путешествия с Дальнего Востока цесаревич Николай Александрович, будущий император Николай II: вечером 23 июня (5 июля) здесь наследник принимал обед, на котором громко, на весь зал, произнёс: «Пью за процветание дорогого мне Иркутска»; на следующий день цесаревич присутствовал на вечере в его честь, с которого отбыл на пристань у Ангары, где сел на пароход «Граф Сперанский» для отплытия. 6 (19) мая 1901 года состоялась торжественная закладка пристройки для большого концертно-театрального зала, проект составил вышеупомянутый архитектор. К 26 декабря 1902 года (8 января 1903 года) строительство было завершено. Вечером состоялось открытие, на нём присутствовали военный генерал-губернатор А. И. Пантелеев и губернатор И. П. Моллериус с супругами. Во время Революции 1905—1907 годов в здании и около него проходили митинги оппозиционно настроенной общественности. Так, на одином из них присутствовало около 5000 человек, речи произносили более 30 ораторов. 13 июля 1918 года в здании состоялся банкет в честь взятия Иркутска белыми. После установления в городе советской власти в 1920 году, в нём разместился Народный дом. 20 сентября того года на проходившем в здании заседании III губернской конференции РКП(б) с речью выступал Дамдин Сухэ-Батор. В 1928 году в одном из помещений разместился Клуб Октябрьской революции, в 1930-х преобразованный в Дом культуры профсоюзов. С 1941 по 1990 годы в нём располагался Иркутский областной театр музыкальной комедии. В 1950-х годах часть здания была отведена для Иркутской областной филармонии. В 2006 году в него переехал и Иркутский областной театр юного зрителя им. А. Вампилова (ранее в здании располагался лишь его филиал).